# 三河田口站

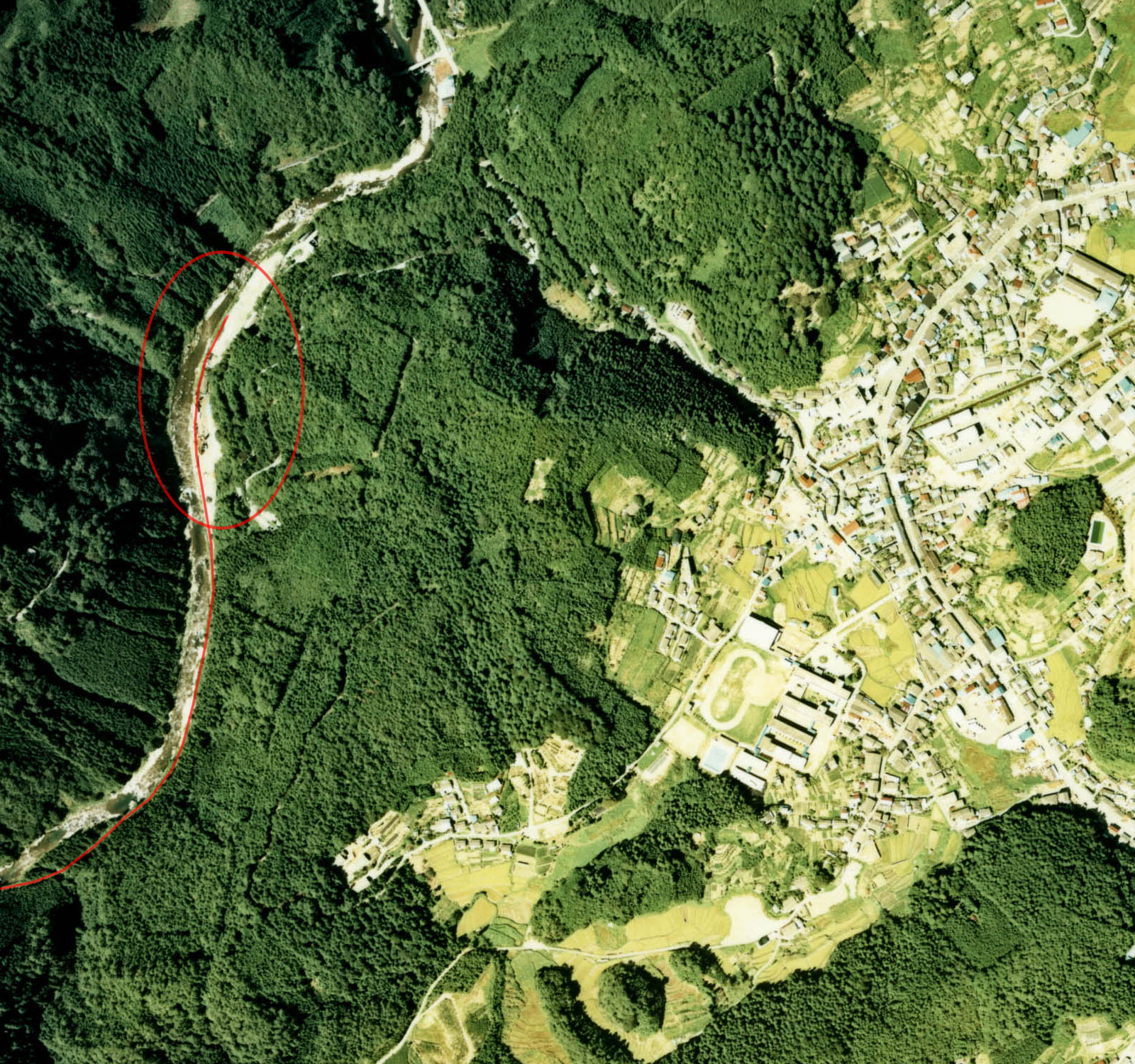
在1977年的三河田口站遺址與周邊地方。紅色圓圈的地方是車站遺址附近。紅線是田口線的廢線遺跡。圖右邊是田口市區。

三河田口站（日语：／ Mikawa-taguchi eki */?）是位於愛知縣北設樂郡設樂町田口字田尻，豐橋鐵道田口線的鐵路車站（廢站）。此站是豐橋鐵道田口線的終點站，在1961年度（昭和36年度）前，此站連接森林鐵道段戶山線（田口森林鐵道）。
在1932年（昭和7年），田口鐵道開設此站。在1956年（昭和31年）成為豐橋鐵道的車站。在1965年（昭和40年），由於水災的關係車站被暫停營業，隨後在沒有重開的情況下，把車站廢除。此站是北設樂郡田口町（在1956年後名為設樂町）內其中一座車站。

## 歷史

### 開業前的經歷
三河田口站所在的田口町，是一個在連接豐橋和長野縣飯田之間的「伊那街道」上之其中一個宿場町，因此該處已經是一個繁榮的地區。在明治時代，沿伊那街道開設了鐵路線（該鐵路線相等於現時的JR飯田線），但是鐵路線只連接豐橋站至大海站（南設樂郡東鄉村，現時：新城市），沒有敷設鐵路線至北設樂郡內。踏入大正時代，田口町開始設有巴士路線連接附近地區的鐵路站。在1919年（大正8年），東三自動車運輸開設連接大海站至田口之間的巴士路線，隨後在1925年（大正14年），尾三自動車開設連接田口至東加茂郡稻武町（現時：豐田市）之間的巴士路線。
後來終於有鐵路公司計劃敷設鐵路至田口町，在1927年（昭和2年），田口鐵道成立。在1929年（昭和4年），田口鐵道本長篠站至三河海老站之間開通，翌年1930年（昭和5年），路線延伸至田口町內的清崎站。但是，當鐵路線繼續延伸至終點三河田口站時發生了問題。成立當時的田口鐵道之大股東是宮內省。在豐川上流的段戶山一帶有一片御料林，當時為了運送把該處的木材，使管理該處林木的宮內省出資成立田口鐵道。由於當時宮內省的期望與當地居民的期望有所差異，因此終點站的位置需要時間來決定。
當地居民的期望是把車站設置左田口市區。可是，清崎至田口市區之間約4.5公里路段內，兩處的高低差約200米（即每1公里路段提高44.4米，即坡度達到44.4‰）。為了避免列車行走陡坡，因此便需要迂回曲折的走線以增加路線距離，從而減低坡度。這樣一來需要較多資金興建鐵路。另一方面，宮內省十分重視運送段戶山的木材，因此需要把鐵路線連接森林鐵路。因此，田口鐵道主張把鐵路線從清崎繼續沿豐川旁行走，直至到達田口市中心附近的森林鐵路。

### 開業後的演變
當鐵路線延伸至清崎的2年後。在1932年（昭和7年）12月22日，三河田口站開業，田口鐵道全線開通。而三河田口站最終位於是在豐川旁的田尻。該處合適設置森林鐵路的貯木場，但是該處距離市區2.1公里，當中兩地高低差約150米。
關於運送段戶御料林的木材，在車站啟用後敷設了兩條森林鐵路（通稱：田口森林鐵道）。在1934年度（昭和9年度）開設椹尾線，在1940年度（昭和15年度）開設本谷線。由於森林鐵路的規格為輕便鐵路，與田口鐵道的軌距相異，因此車站設置了貯木場，以便把來自森林鐵路的木材經過貯木場轉移至田口鐵道的鐵路貨車。該森林鐵道在戰後由於道路網的發展和森林資源開始枯渇，本谷線在1960年度（昭和35年度），椹尾線在1961年度（昭和36年度）廢除。除了運送木材外，在戰後的1940年代後期至1950年代前期，此站也運送來自津具金山的金礦和來自段戶礦山的錳礦。
由於車站遠離田口市中心，當初設有由東三自動車運輸營運的聯絡巴士。在1939年（昭和14年）11月21日起，該巴士路線轉讓給田口鐵道，變為直營路線。但是在太平洋戰爭下，由於汽油嚴重不足，在1944年（昭和19年）下旬中止行走，在同年11月13日正式暫停營運。在戰後的1949年（昭和24年）1月，再次開設連接車站與市區之間的巴士路線。但是不是由田口鐵道直營，而是由尾三自動車的後繼公司名古屋鐵道（名鐵）營運，一日共有3個往返班次，而該路線實際上是田口町連接稻武的路線。後來，東三自動車運輸的後繼公司豐橋鐵道開設聯絡巴士，連接車站與市區之間，該巴士路線的時間配合列車的到發時間。
在1956年（昭和31年）10月1日，田口鐵道合併至豐橋鐵道後，此站成為豐橋鐵道田口線的車站。
在合併8年後的1964年（昭和39年），隨著豐橋鐵道的赤字愈來愈嚴重，因此決定廢除田口線。次年（1965年）9月17日至18日之間，本州中部受到颱風24號吹襲，使清崎至三河田口之間的鐵路線不能通行，需使用巴士替代行走。1966年（昭和41年）10月1日起，該區間路線正式暫停營運。而整條田口線則按計劃於1968年（昭和43年）9月1日全線廢除，但是在該年8月29日，本州中部再度受颱風（颱風10號）吹襲，使田峰站至清崎站之間的路線受損，因此在最後營業日，列車只能到達三河海老站。

### 廢線後
在田口線廢除後，開設了巴士路線以取代鐵路服務。當時除了行走於本長篠至田口之間的路線外，還有從本長篠直通至豐橋的路線。截至2012年（平成24年）年，設有由豐鐵巴士營運的田口新城線，該路線連接本長篠至田口之間。而該巴士路線的終點站「田口」巴士站是在此站的東邊國道257號（伊那街道）上。

### 年表
- 1932年（昭和7年）12月22日：田口鐵道開設此站。
- 1956年（昭和31年）10月1日：田口鐵道合併至豐橋鐵道，成為豐橋鐵道田口線車站。
- 1965年（昭和40年）9月17日：清崎至三河田口之間因水災而不能通行。
- 1966年（昭和41年）10月1日：車站暫停營業。
- 1968年（昭和43年）9月1日：田口線全線廢除，此站也被廢除。

## 車站構造
此站是地面車站，設有1面1線的單式月台。在路線末端設有機走線。在靠近本長篠一方設有貨物側線。此站是有人車站。截至1956年（昭和31年），站內共有8人當值，包括站長。

## 使用狀況
在1957年度，乘車人次為165,000人（平均1日452人），當中約三成（53,000人）為定期票的乘客。在田口線11座車站中，為第三多人使用的車站。
在同一年度的貨運量方面，發送為5,734公噸，到達為2,730公噸。在田口線設有貨運業務的7座車站中，此站的貨運量排名第三。

## 遺址
車站遺址變成空地。站舍在廢除後雖然沒有被拆毀，但是截至2007年，站舍已經瀕臨倒塌。而該建築物最後在2011年（平成23年）8月21日深夜倒塌。在該已倒塌的站舍中，只進行了簡單清理，站舍遺址處繼續放置了一些廢木材。
車站周邊隨著進行建設設樂水壩工程，為了讓工程車輛和運送建材車輛通過，因此進行了道路擴寬工程。在2017年（平成29年），車站遺址進行平整和剪草工程，以用作停車場和放置建材用。由於水壩建成後，附近地帶預計會被水淹沒。在2019年10月起，周邊道路（設樂町道143號平野松戸線：田口線廢線遺址變成該道路）由於水壩工程關係而禁止通行，因此較難到訪車站遺址。該處除了兩牌展板外，由於已經變為工地，因此車站痕跡已經完全消失。

## 相鄰車站
豐橋鐵道
田口線
清崎－（貨）大久賀多－（臨）鮎淵－三河田口

## 注腳

## 相關項目
- 日本鐵路車站列表 Mi
- 愛知縣道432號小松田口線（日语：愛知県道432号小松田口線）（舊・小松三河田口停車場線）